# Клянева къща
Кляневата къща (на гръцки: Οικία Kλιάνη) е къща в леринското село Пътеле (Агиос пантелеймонас), Гърция.
Къщата е собственост е на семейство Кляневи (Клянис) и е най-старата запазена сграда в Пътеле. Представлява двуетажна сграда с керемиден покрив. Външните стени са от камък, докато вътрешните прегради са дървена решетка с тръстика. Етажният план е с формата на Г, като единият крак огражда входа. Вляво от входната зона, на приземния етаж, е зимната стая, а отзад, по ширината на етажния план, е помещението, където се съхраняват бъчвите с виното.
В 1986 година къщата е обявена за паметник на културата като забележителен пример за традиционна архитектура.